# 第三次肇慶戰鬥
肇慶戰鬥發生於1923年4月22日，地點則是在中國粵西一帶。是北洋政府時期大型戰鬥之一。肇慶戰鬥的交戰兩方為新桂軍與粵軍之聯軍與桂軍沈鴻英部。戰鬥過程中，本來桂粵聯軍佔領肇慶，後來又遭沈鴻英反擊。最後，聯軍撤退，沈鴻英率領之軍隊佔領粵西重要戰略地點。

## 參看
- 北洋政府
- 中華民國北洋政府時期內戰戰鬥列表